# Соніно (Лукояновський район)
Соніно (рос. Сонино) — присілок в Лукояновському районі Нижньогородської області Російської Федерації.
Населення становить 181 особу. Входить до складу муніципального утворення Лопатинська сільрада.

## Історія
Від 2009 року входить до складу муніципального утворення Лопатинська сільрада.

## Населення
| 2002 | 2010 |
| ---- | ---- |
| 225  | ↘181 |